# Parhydraenopsis cooperi
Parhydraenopsis cooperi är en skalbaggsart som först beskrevs av Armand D'Orchymont 1948.  Parhydraenopsis cooperi ingår i släktet Parhydraenopsis och familjen vattenbrynsbaggar. Inga underarter finns listade i Catalogue of Life.